# Stiepnoje (rejon sowiecki)
Stiepnoje (ros. Степное) – osiedle typu miejskiego w Rosji, w obwodzie saratowskim, w rejonie sowieckim. W 2010 liczyło 13 136 mieszkańców.